# 포르티스

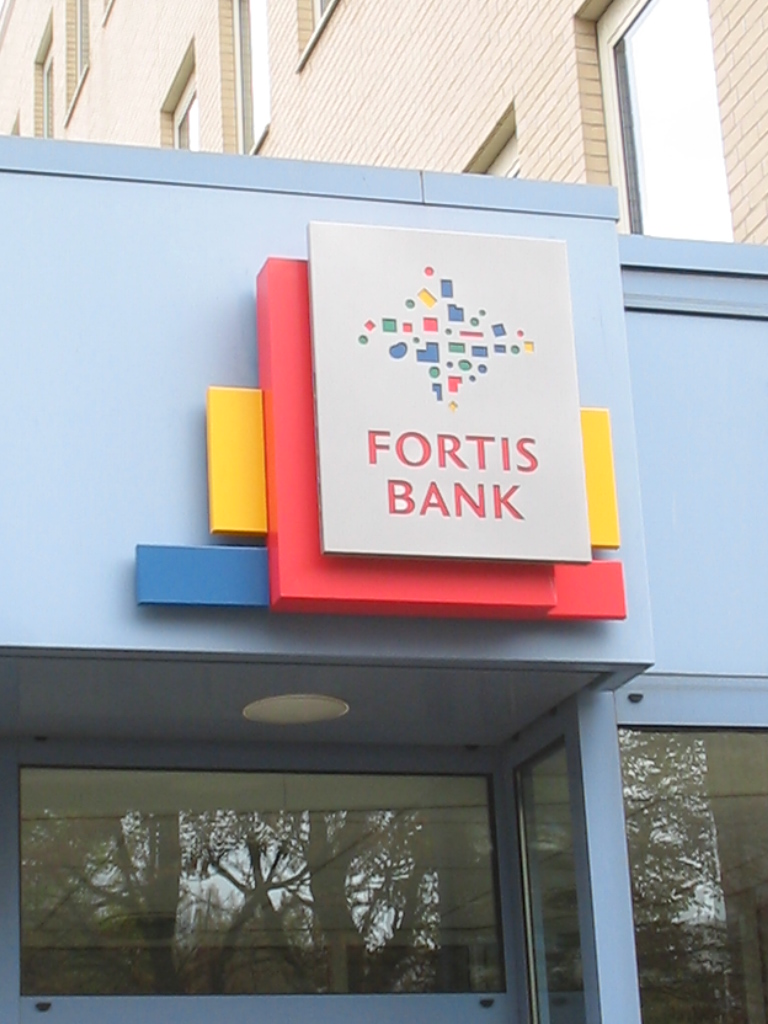

포르티스(Fortis)는 보험, 은행업, 투자 관리 부문에서 활동하던 벨기에의 과거의 금융 기업이다. 2007년, 소득면에서 세계에서 20번째로 큰 금융 서비스 기업이었으나 2008년 금융 위기에서 심각한 문제들을 마주친 뒤 기업 대부분이 여러 부분으로 팔려나갔으며 지금은 오직 보험 부문만 활동하고 있는 상황이다.